# 菌核侧耳
菌核侧耳（學名：Pleurotus tuber-regium），又名茯苓侧耳、核平菇、虎奶菌、具核侧耳，侧耳科食用兼药用真菌。

## 分类
格奥尔格·艾伯赫·郎弗安斯依照从摩鹿加群島收集的真菌绘制了一则插图，埃利亚斯·芒努斯·弗里斯引用了这则插图并将真菌记载为，同时，还将其菌核记载为。之后，再经认证为 (Fr.) Fr. 1836。不过，对于这个物种的分类一直存在争议。罗尔夫·辛格曾提出归入侧耳属。埃德雷德·约翰·亨利·科纳和大卫·佩格勒则归入革耳菌属和香菰属，因为这个真菌所表现出二系菌丝系统以及革质担子果的特征。但之后，经证实该真菌在琼脂培养基上培养时，其产生的气生菌丝能分泌一种含有类似反-2-癸烯酸物质的杀线虫毒素微滴，这是侧耳属真菌特有的一点，符合罗尔夫·辛格提出的观点。目前通过分子生物学方法确认了菌核侧耳的系统分类，菌核侧耳归入伞菌目、侧耳亚目、侧耳科、侧耳属。

## 描述
菌核侧耳是热带和亚热带地区的一种伞菌，也是一种能产生大型菌核的担子菌。菌核侧耳的菌丝侵染木材或树桩后，会引起木材的白色腐朽，并在地下或木材中、或树根之间，形成围径10至39厘米左右的菌核，外表呈深褐色，刨开内部则为白色。其菌核是菌核侧耳的贮藏、休眠器官，也是无性繁殖的器官。菌核需要温暖、潮湿的环境，然后连续一个接一个地产生浅漏斗形的子实体。子实体产期的长短，取决于菌核的大小。从原基出现到子实体成熟大约需要7天。如果天气较冷，菌核发生子实体的时间就很久。菌核侧耳喜欢较温暖的环境，在24至40℃均能生长，菌丝生长的最低温度是15℃左右，最适生长温度35℃，最高生长温度40℃。菌核侧耳需要较潮湿的栽培料，菌丝和菌核生长发育较适宜的料水比为1∶1.8至1∶2.2，最适宜料水比为1∶2.2。菌核侧耳菌丝和菌核在pH 6.5至9.5范围内都能生长，较适宜的pH为7至8，以pH 7.5最佳。菌核侧耳是一种好氧菌，菌丝生长和菌核形成需要氧气充足。较适宜碳源为玉米淀粉和淀粉，较适宜氮源为麦麸和牛粪。
日本俗称为南洋侧耳或南洋茯苓。

### 食用
菌核侧耳其子实体和菌核均可食用。其食用和药用部位均集中在菌核中。可将菌核切片烘干，研磨成细粉混入其他食材来食用。在东南亚华侨中及我国沿海地区，菌核侧耳主要作为强壮补品食用，在一些民间处方中，为一味止咳平喘中药。但菌核侧耳作为一种中药材在我国药典和各地地方标准中并未被收载。在非洲，菌核侧耳是尼日利亚诸多地区的主要经济来源，更重要的是菌核长期以来被民间用于治疗多种疾病，自古以来就是非洲尼日利亚民间非常崇拜的药物。

## 分布
菌核侧耳主要分布于非洲、澳大利亚和一些东南亚国家，中國大陆主要分布在云南省騰衝和章鳳一带。夏秋生长，能分解利用相当广泛的植物性纤维材料，如阔叶树之木材，各种农作物茎秆等。

## 化学成分
菌核侧耳的主要成分为一种均一的多糖，约占菌核干重的60%，该多糖的结构与从许多其他真菌中得到的多糖（如茯苓多糖、香菇多糖、裂褶菌多糖等）相似，这些(1,3)-β-D葡聚糖，被称作生物应答调节剂，具有类似的活性。由于多糖几乎不溶于水，经过羧甲基化以及硫酸酯化后，都改善了原多糖的水溶性，还显著提高了原多糖的总还原力以及对α-淀粉酶和α-葡萄糖苷酶的抑制作用，羧甲基化多糖亦有很好的抗HSV-2活性。
其他以蛋白质（13.0%－16.8%）和脂质（0.72%－1.02%）占大部分，其次为钾、纳、镁、钙及磷等元素。菌核侧耳含有5种脂肪酸，子实体含有6种脂肪酸，其主要脂肪酸成分棕榈酸（C16:0）和亚油酸（C18:2），在菌核和子实体中分别占19.1%、18%和68.4%、62.1%，其中多不饱和脂肪酸亚油酸占优势。